# Часът на Милен Цветков
Часът на Милен Цветков е българско телевизионно предаване с водещ Милен Цветков. Излъчва се от понеделник до петък в полунощ по „Нова телевизия“ и радио „Нова Нюз“.
Историята на предаването започва през февруари 2004 г. с ежеседмичното „60 минути“. Първоначално се излъчва в следобедните часове, като от 2014 г. е преместено в полунощ. В предаването се дискутират актуални теми от изминалото денонощие, както и гости за любопитните неща.
Част от предаването е забавната му част „Контратемата на Даниел Петканов“.
На 16.08.2018г. Нова телевизия излиза с прессъобщение, с което уведомява своите зрители, че от новия сезон предаването няма да продължи да се излъчва.